# Schloss Biebrich
Biebrich slott är ett slott i stadsdelen Biebrich i Wiesbaden, Tyskland. Det byggdes 1702 efter ritningar av Julius Ludwig Rothweil under överinseende av furst Georg August av Nassau-Idstein. Slottet var residens för Nassaus grevar och hertigar. 
I slottets rotunda vigdes prins Oscar (senare Oscar II av Sverige) och prinsessan Sofia av Nassau 1857.